# Anatolij Avdeev
Anatolij Fëdorovič Avdeev (in russo Анатолий Фёдорович Авдеев?; Nižnij Novgorod, 18 ottobre 1960) è un ex pentatleta sovietico.

## Palmarès
In carriera ha conseguito i seguenti risultati:
- Mondiali:

Melbourne 1985: oro nel pentathlon moderno a squadre.
Moulins 1987: argento nel pentathlon moderno a squadre.